# Psychoda unioculata
Psychoda unioculata és una espècie d'insecte dípter pertanyent a la família dels psicòdids que es troba a les illes Filipines: Palawan.